# Jack Reynor
Jack Reynor (Longmont, 23 de janeiro de 1992) é um ator irlandês, mais conhecido por seus papéis em What Richard Did e Transformers: Age of Extinction.

## Biografia
Jack nasceu em Longmont, Colorado. Sua mãe, Tara (Reynor) O'Grady, é uma defensora dos direitos humanos na Irlanda. Ele mudou-se para Valleymount no Condado de Wicklow, Irlanda, quando tinha dois anos de idade. Foi criado lá por sua mãe e os avós maternos, Pat e Damien Reynor. Seu interesse em atuar começou no set de Country, dirigido por Kevin Liddy, em 1999. Entre 2004 e 2010, ele participou do Belvedere College SJ em Dublin, onde apresentou-se no palco em numerosas produções.

## Carreira
No início de 2010, ele estava no elenco de Dollhouse, filme dirigido por Kirsten Sheridan que estreou no Festival de Berlim de 2012. No final de 2011, interpretou o papel-título no filme What Richard Did, dirigido por Lenny Abrahamson.
Em janeiro de 2013, foi escalado como Shane, um motorista de carro de corrida em Transformers: Age of Extinction, o quarto filme da série Transformers, que foi lançado em junho de 2014.

## Vida pessoal
Ficou noivo da modelo irlandesa Madeline Mulqueen em março de 2014, após um pouco mais de um ano de namoro.

## Filmografia
| Ano  |  | Título                          | Personagem      | Nota           |  |
| ---- |  | ------------------------------- | --------------- | -------------- |  |
| 2019 |  | Midsommar                       | Christian       |                |  |
| 2018 |  | Kin                             | Jimmy Solinski  |                |  |
| 2017 |  | Jungle Book: Origins            | Irmão Lobo      |                |  |
| 2016 |  | Sing Street                     | Brendan         |                |  |
| 2015 |  | The Secret Scripture            | Michael Eneas   |                |  |
| 2015 |  | Macbeth                         | Malcolm         |                |  |
| 2015 |  | A Royal Night Out               | Jack            |                |  |
| 2014 |  | Glassland                       | John            |                |  |
| 2014 |  | Transformers: Age of Extinction | Shane Dyson     |                |  |
| 2013 |  | Delivery Man                    | Josh            |                |  |
| 2013 |  | Cold                            | Rory            |                |  |
| 2013 |  | Car Film                        | Martin          | Curta-metragem |  |
| 2012 |  | Stella                          | Michael         | Curta-metragem |  |
| 2012 |  | What Richard Did                | Richard Karlsen |                |  |
| 2012 |  | Chasing Leprechauns             | Tommy Riley     | Telefilme      |  |
| 2012 |  | Dollhouse                       | Robbie          |                |  |
| 2010 |  | Three Wise Women                | Colin           | Telefilme      |  |
| 2000 |  | Country                         | Altar Boy       |                |  |

## Prêmios & indicações
| Ano  | Trabalho         | Prêmio                      | Categoria                                            | Resultado |
| ---- | ---------------- | --------------------------- | ---------------------------------------------------- | --------- |
| 2015 | Glassland        | IFTA                        | Best Actor in a Lead Role - Film                     | Indicado  |
| 2015 | Glassland        | Festival Sundance de Cinema | World Cinema - Dramatic                              | Venceu    |
| 2014 | Ele mesmo        | CinemaCon Award             | Estrela em ascensão (compartilhado com Nicola Peltz) | Venceu    |
| 2013 | What Richard Did | IFTA                        | Best Actor Film                                      | Venceu    |
| 2013 | What Richard Did | IFTA                        | Rising Star Award                                    | Indicado  |
| 2013 | What Richard Did | London Film Critics' Circle | Young British Performer of the Year                  | Indicado  |
| 2012 | What Richard Did | Dublin Film Critics' Circle | Breakthrough Award                                   | Vice      |